# Нація, Закон, Король

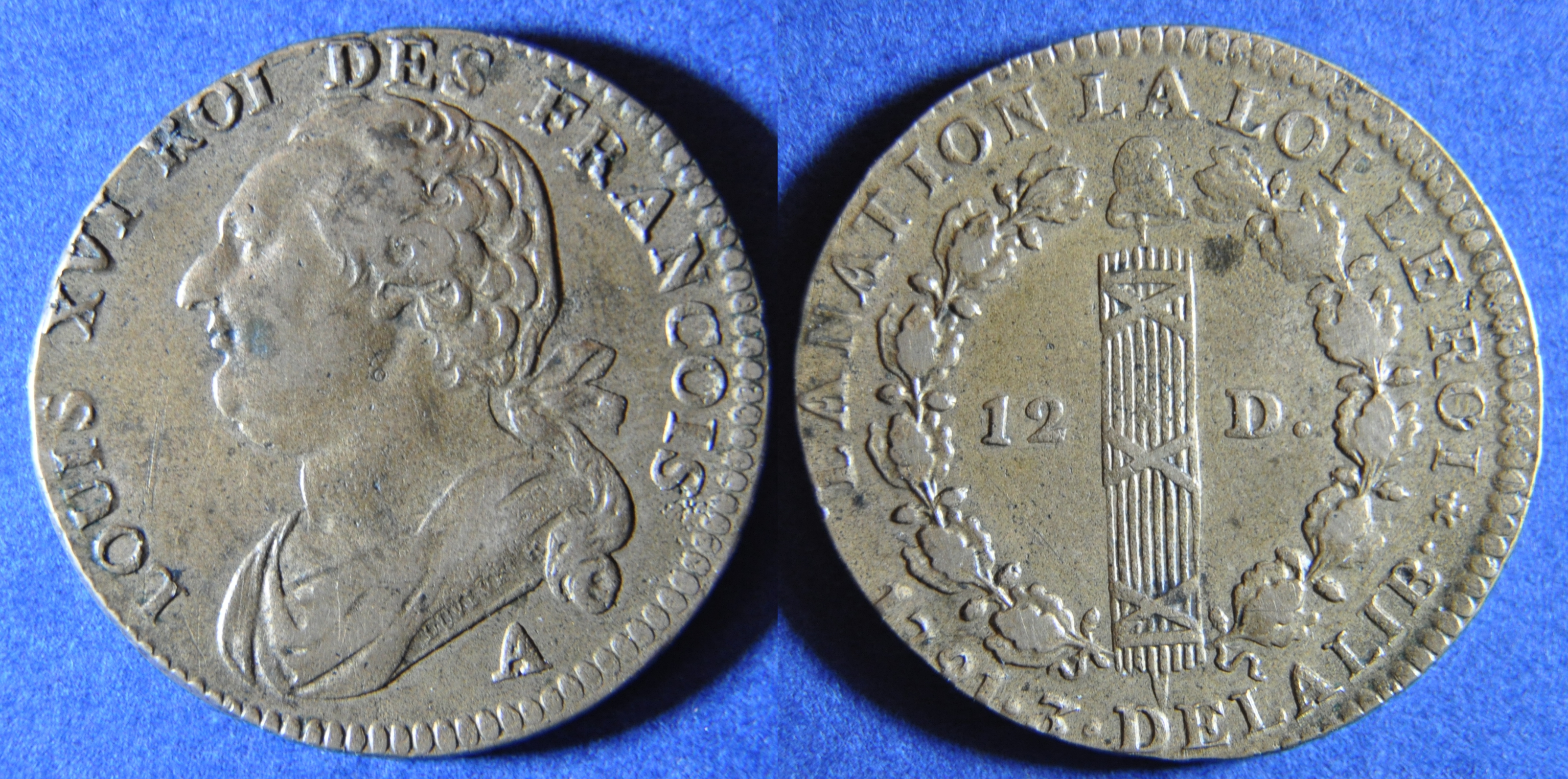
Монета в 12 деньє (1791).

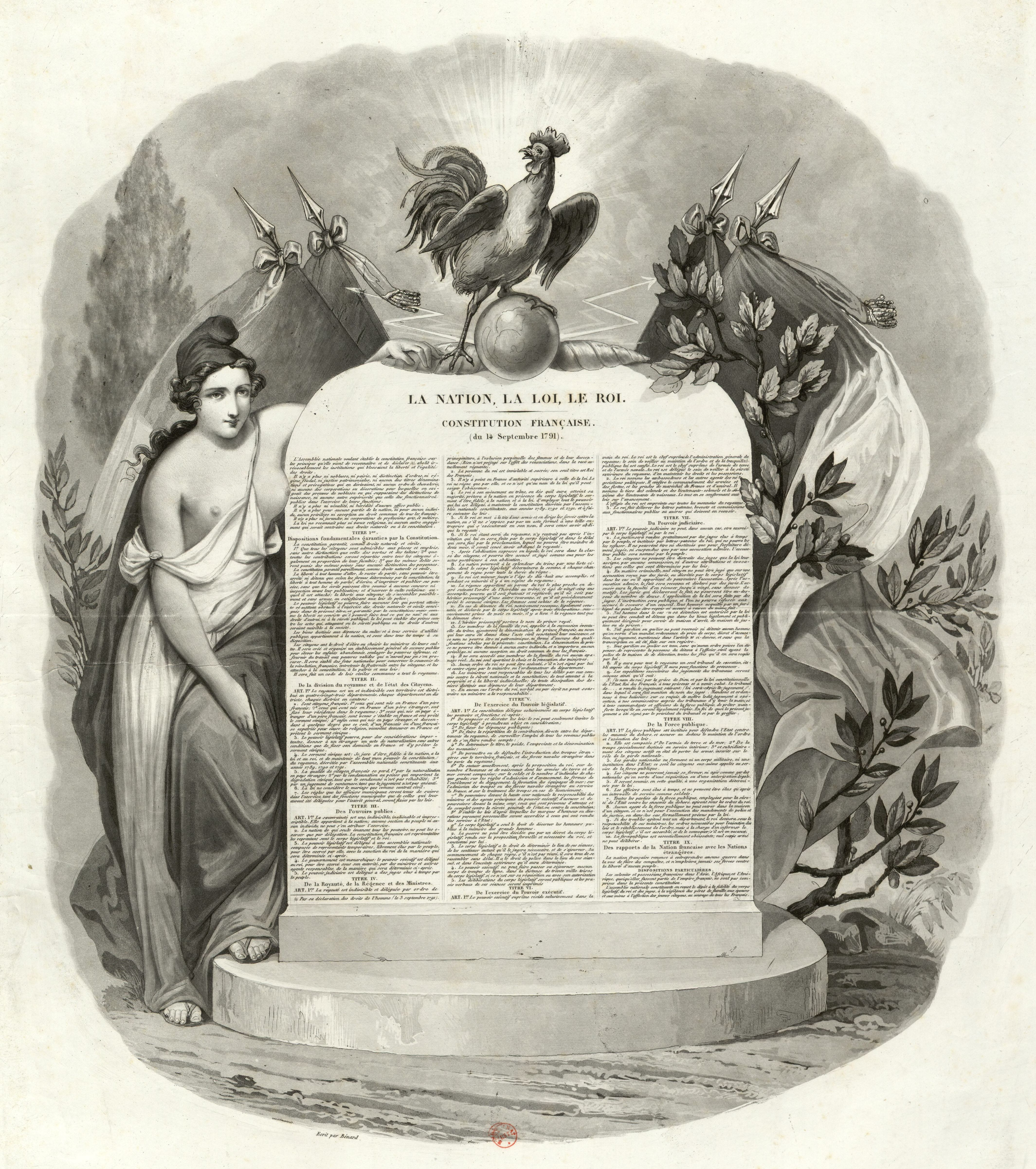
Гравюра на честь Конституції Франції 1791 з девізом угорі la Nation, la Loi, le Roi.

Нація, Закон, Король (фр. La Nation, la Loi, le Roi) — національний девіз Франції в конституційний період французької монархії.
Політичний девіз «старого порядку»: «Один король, одна віра, один закон» був змінений на новий, який підреслював, що тепер нація творить закони, які король має виконувати і яких дотримуватись.
Використовувався монархістами на противагу іншому відомому трьохслівному девізу періоду французької революції: Свобода, Рівність, Братерство.
Сам девіз був затверджений Конституцією 1791 року.
Використовується і надалі прихильниками монархізму у Франції.